# Silvascincus
Silvascincus is een geslacht van hagedissen uit de familie skinken (Scincidae).

## Naam en indeling
De wetenschappelijke naam van de groep werd voor het eerst voorgesteld door Adam Skinner, Mark Norman Hutchinson en Michael S. Y. Lee in 2013. Er zijn twee soorten die lange tijd behoorden tot het geslacht Eulamprus, waardoor de verouderde wetenschappelijke namen in de literatuur worden gebruikt. De soorten werden ook enige tijd tot het aparte geslacht Karma gerekend.

## Uiterlijke kenmerken
De hagedissen bereiken een lichaamslengte van iets meer dan tien centimeter exclusief de staart. De lichaamskleur is bruin met kleine donkere vlekjes. Vooral Silvascincus tryoni heeft een bonte tekening van goudkleurige vlekjes aan de bovenzijde en blauwe vlekjes aan de flanken.
De poten zijn goed ontwikkeld en dragen vijf vingers en tenen. De poten staan niet zover uit elkaar als bij verwante skinken het geval is. De oogleden zijn beweeglijk en hebben geen doorzichtig venster in het midden. Achter de gehooropeningen zijn geen kleine, lobachtige schubjes aanwezig.

## Levenswijze
De skinken zijn niet heel schuw en staan bekend als redelijk goed benaderbaar. Ze worden soms zonnend gezien langs wandelpaden. De vrouwtjes zetten geen eieren af maar baren levende jongen die direct ter wereld komen.

## Verspreiding en habitat
De soorten komen endemisch voor in delen van Australië. Beide soorten komen alleen voor in het oosten van het land in de staten New South Wales en Queensland. In Queensland komen de hagedissen alleen in het uiterste zuidoosten voor.
De habitat bestaat uit tropische regenwouden waar de dieren in dicht begroeide gebieden leven. De hagedissen leven in holle bomen of tussen rottend hout en stenen.
Door de internationale natuurbeschermingsorganisatie IUCN is aan alle soorten een beschermingsstatus toegewezen. Beide soorten worden beschouwd als 'veilig' (Least Concern of LC).

## Soorten
Het geslacht omvat de volgende soorten, met de auteur en het verspreidingsgebied.
| Naam                 | Auteur          | Verspreidingsgebied                     |
| -------------------- | --------------- | --------------------------------------- |
| Silvascincus murrayi | Boulenger, 1887 | Australië (New South Wales, Queensland) |
| Silvascincus tryoni  | Longman, 1918   | Australië (New South Wales, Queensland) |